# Joe Swensson
Joe Swensson (1986) è un ex sciatore alpino e sciatore freestyle statunitense.

## Biografia
Swensson iniziò la sua carriera gareggiando nello sci alpino: attivo in gare FIS dal dicembre del 2001, in Nor-Am Cup esordì il 5 gennaio 2004 a Sunday River in slalom gigante, senza completare la prova, ottenne l'unico podio il 17 febbraio 2011 ad Aspen in supergigante (3º) e prese per l'ultima volta il via il 20 marzo dello stesso anno a Whistler in supercombinata (21º). Si ritirò all'inizio della stagione 2011-2012 e la sua ultima gara fu un supergigante FIS disputato il 18 novembre a Copper Mountain, chiuso da Swensson al 35º posto; non debuttò in Coppa del Mondo né prese parte a rassegne olimpiche o iridate.
Dalla stagione 2011-2012 si dedicò al freestyle, specialità ski cross: esordì in Coppa del Mondo il 17 dicembre 2011 a San Candido (14º) e in Nor-Am Cup il 21 gennaio 2012 a Copper Mountain (16º). Ottenne l'unico podio in Coppa del Mondo il 19 dicembre 2012 a Val Thorens (3º) e l'unico podio in Nor-Am Cup il 6 febbraio 2013 a Killington (2º). Ai Mondiali di Oslo/Voss 2013, suo esordio iridato, si classificò 29º. Il 23 marzo 2014 prese per l'ultima volta il via in Coppa del Mondo, a La Plagne (29º); l'anno dopo ai Mondiali di Kreischberg 2015, suo congedo iridato, si classificò 37º. Si ritirò durante quella stessa stagione 2014-2015 e la sua ultima gara fu la prova di Nor-Am Cup disputata il 5 febbraio a Ski Cooper, chiusa da Swensson all'8º posto.

## Palmarès

### Sci alpino

#### Nor-Am Cup
- Miglior piazzamento in classifica generale: 34º nel 2010
- 1 podio:
  - 1 terzo posto

#### South American Cup
- Miglior piazzamento in classifica generale: 4º nel 2009
- Vincitore della classifica di discesa libera nel 2009
- 4 podi:
  - 3 secondi posti
  - 1 terzo posto

### Freestyle

#### Coppa del Mondo
- Miglior piazzamento in classifica generale: 70º nel 2013
- Miglior piazzamento nella classifica di ski cross: 17º nel 2013
- 1 podio:
  - 1 terzo posto

#### Nor-Am Cup
- Miglior piazzamento nella classifica di ski cross: 15º nel 2010
- 1 podio:
  - 1 secondo posto